# アンドレア・ポッツォ
アンドレア・ポッツォ（Andrea Pozzo 、イタリア語: [anˈdrɛa ˈpottso] 、1642年11月30日 - 1709年8月31日）は、バロックのイタリア人の画家、建築家、装飾家、舞台美術家、美術理論家で、イエズス会士でもある。
ポッツォはその壮大なフレスコ画（クワドラトゥーラというイリュージョニスティックな技法を用いている）で最もよく知られ、建築と幻想が融合されている。最高傑作はローマの聖イグナツィオ教会の身廊天井画である。その技術により、彼はバロック期における最も卓越した人物の一人となった。またリュブリャナ大聖堂の建築設計（1700年）でも知られ、ローマのジェズ教会と聖イニャツィオ教会のデザインに着想を得ている。

## 生涯と作品

### 青年期
トレントに生まれ、地元のイエズス会の学校で教育を受ける。芸術的な才能を示したので、17歳のとき（1659年）に、父によりヴェネツィアの芸術家の元へ働きに出される。
1665年の12月に平修士としてイエズス会に入る。1668年にミラノのサン・フェデーレ教会に配属され、教会の装飾を行った。
1676年には、モンドヴィのミッシオーネ教会の内部を装飾した。大理石模様の柱や、トロンプ・ルイユのドームなどを見ることができる。彼が最初に描いた大きなフレスコ画である。

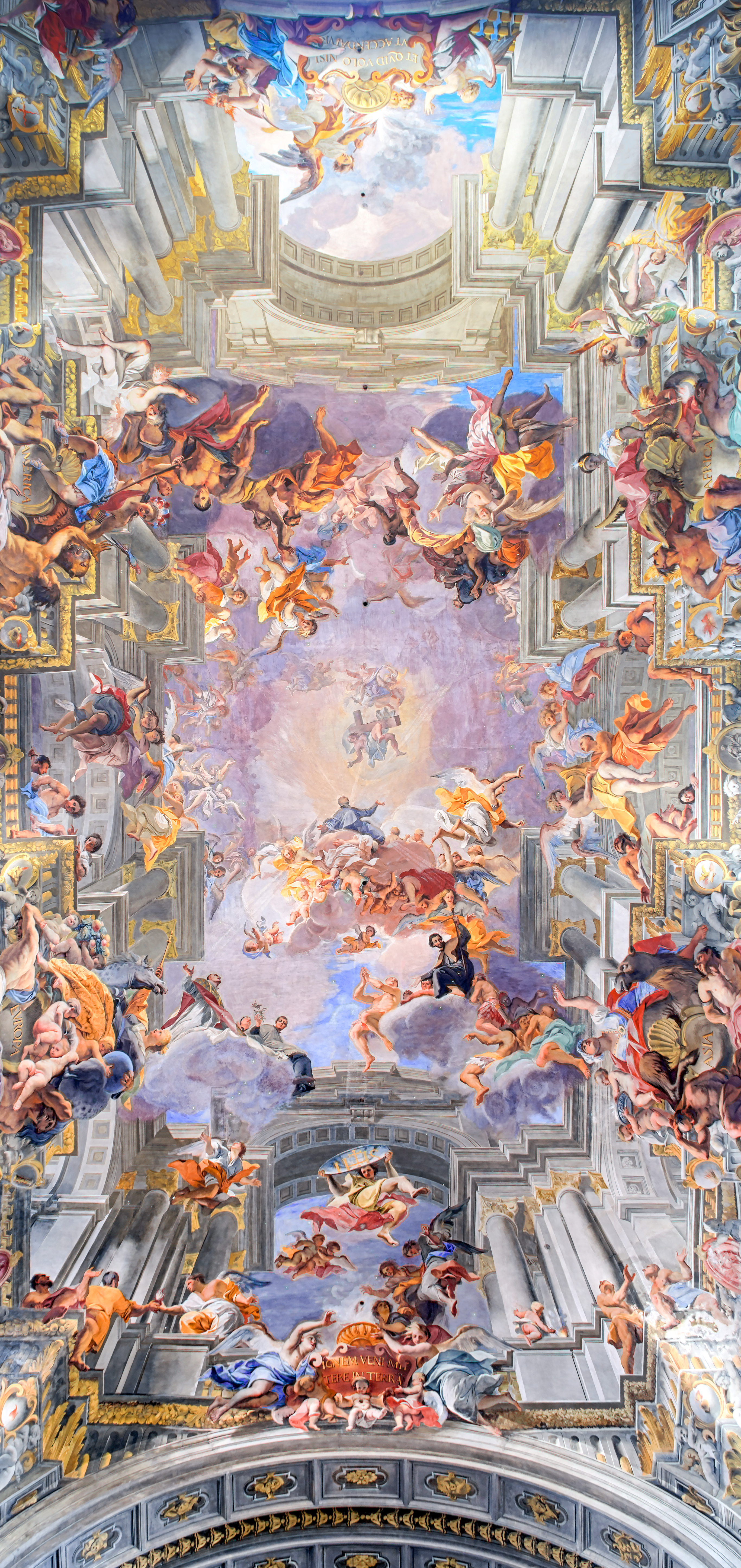
ポッツォが描いたサンティニャーツィオ教会の天井画

### ローマに呼ばれる
1681年にポッツォは、イエズス会総長のジョバンニ・パオロ・オリバによりローマに呼ばれた。最初は聖書のパジェントのための舞台美術家として採用されていたが、遠近法によるだまし絵的な舞台背景で、壁面と天井の装飾の名手としてすぐに評判になった。
彼の最高傑作である、サンティニャツィオ教会のドーム、アプス、天井の錯覚的な遠近法によるフレスコ画は、1685年から1694年の間に描かれ、盛期ローマ・バロックの劇的な意匠を象徴している。その後の数世代に渡って、後期バロックのヨーロッパ中のカトリック教会の天井フレスコの装飾の基準となった。これより少し前に描かれたガウッリのジェズ教会の天井画と比較されたい。
低い天井に彼は「聖イグナティウスの栄光」の寓意を息を呑むような遠近法で描いた。17 x 35 メートルの大きさで、身廊の床に嵌め込まれた黄銅色の円で印された一点から見ると、聳え立つ天井が像で飾られているように見える。他の三大陸へのローマ・カトリック教の布教に熱心だったイエズス会宣教師たちの伝道達成を祝う絵である。例えば穹隅には、旧約聖書で活躍する戦士たち（ユディトとホロフェルネス、ダビデとゴリアテ、ヤエルとシセラ、サムソンとペリシテ人）が描かれている。
身廊のフレスコ画では、父なる神からの光が子なる神に射し、その光が聖イグナーティウスに送られている。そこから四筋の光となって四大陸に広がっていく。ポッツォはルカ伝のキリストの言葉「Ignem veni mittere in terram, et quid volo nisi ut accendatur」を絵の中に描いて説明している。
当初計画されていたドームの完成が取止めになると、ポッツォは応急策として錯覚によるドーム（内側から見るとカンヴァスに描かれている）を作ることを提案した。
トロンプ・ルイユのドームは写実的な表現により天井が持ち上がっているように見え、本物かどうか見分けがつかないほどである。後陣の絵画では、聖イグナチオの生涯と、そこに聖フランシスコ・ザビエルと聖フランシスコ・ボルハが登場する場面が描かれている。
アロイシウス・ゴンザーガの遺物を収めた右翼廊の祭壇も手がけている。
1681年にはコジモ3世にポッツォの自画像を描くように依頼された。このカンヴァスに油彩の自画像は最も独創的なものである。斜めに傾いたポーズで、右手はドームのだまし絵を指差し、左手は三冊の本に置かれている。この絵は1688年に大公に渡された。
また、ローマのサンタンドレア・アル・クイリナーレ教会のイエズス会修練院の聖スタニスラウス・コストカの部屋には、この聖人の生涯の場面を描いた絵画がある。
ポッツォは有名な理論書である「画家と建築家のための遠近法」を出版した（2巻、1693年から1698年）。118の挿絵がつけられ、レオポルト1世に献呈された。この本は最初期の遠近法の解説書で、19世紀においてまでも版を重ねた。そして元のラテン語とイタリア語から、ポッツォのイエズス会の人脈によって、フランス語、ドイツ語、英語、中国語など多くの言語に翻訳された。
1695年にポッツォは、ジェズ教会の左翼廊にある聖イグナティウス礼拝堂の祭壇の設計を委嘱された。
1701年から1702年にはモンテプルチャーノのジェズ教会の設計も部分的に行った。
1702年にはアレッツォのサンテ・フローラ・エ・ルチッラ修道院のだまし絵ドームを描いた。

### ウィーンにて
リヒテンシュタイン侯爵のヨハン・アダム・アンドレアスの推薦と、1702年のレオポルト1世の招待より、ポッツォはウィーンに移った。
彼のウィーンの祭壇画ではウィーン・イエズス会教会のものが現存している。彼の祭壇画の構成と錯視的な天井フレスコはウィーンのバロック美術に強く影響を及ぼした。ハンガリー、ボヘミア、モラヴィア、スロヴァキア、ポーランドにも多くの支持者がいた。
ウィーンで現存している最も重要な作品は、リヒテンシュタイン庭園宮殿のヘラクレス広間の巨大な天井フレスコ「ヘラクレスのオリンポス入場」（1707年）である。錯覚の効果により、建築画が天井の縁にまで広がり、天井がオリュンポスの神々がいる天界へ切り開かれているように見える。
ポッツォは1709年にウィーンで亡くなった。イタリアに戻りヴェネツィアの新しいイエズス会教会を設計する予定でいた最中だった。彼の実績を讃えて、ウィーンのイエズス会教会に手厚く埋葬された。